# Elapsoidea laticincta
Elapsoidea laticincta är en ormart som beskrevs av Werner 1919. Elapsoidea laticincta ingår i släktet Elapsoidea och familjen giftsnokar. Inga underarter finns listade i Catalogue of Life.
Arten förekommer i centrala Afrika sydost om Sahara och norr om Kongobäckenet. Honor lägger ägg.